# DSports+
DSports+ (leído Plus y anteriormente llamado DirecTV Sports+) es un canal de televisión por suscripción deportivo exclusivo del sistema de televisión satelital DirecTV. Fue lanzado el 16 de agosto de 2013.
En Venezuela, se encuentra disponible en SimpleTV.

## Historia
Comienza sus transmisiones en agosto de 2013 para la emisión de la Premier League en DirecTV hasta mediados del 2019. Luego, incluiría también la Bundesliga de Alemania y la FA Cup.
El canal estuvo disponible para todos los clientes hasta el 16 de septiembre de 2013; posterior a esa fecha solo estaría disponible para algunos paquetes de DirecTV. Entre la Navidad de 2013 y el Año Nuevo 2014, volvió a estar disponible en todos los paquetes del sistema satelital por oferta de temporada.
El 14 de noviembre de 2022, previo a la Copa Mundial de la FIFA Qatar 2022, el canal realizó un cambio de nombre, ahora llamándose DSports+ junto con un nuevo logo y paquete de graficas.

## Eventos deportivos
La cadena emite una gran cantidad de competiciones de diversos deportes como en fútbol: la Copa Mundial de la FIFA, la Copa Sudamericana, LaLiga entre otros.